# Nuestra Señora de las Nieves (La Palma)
Nuestra Señora la Virgen de las Nieves es una advocación mariana que se venera en el Real Santuario Insular de Nuestra Señora de las Nieves, situado en el término municipal de Santa Cruz de La Palma (Islas Canarias, España). La Virgen de las Nieves es la patrona de la isla de La Palma.   

## Origen y devoción
Es en la actualidad la imagen mariana más antigua de Canarias, y la segunda advocación más antigua del archipiélago, tras la Virgen de Candelaria (Patrona de Canarias) en Tenerife. Ya que la Virgen de las Nieves llegó a ser venerada por los antiguos benahoritas (aborígenes palmeros). Se cree que posiblemente, la imagen pudo llegar a La Palma o bien como restos de un naufragio de algún barco o introducida por algunos misioneros mallorquines que estuvieron por Canarias antes de la conquista. La imagen era venerada por los aborígenes en el lugar conocido como Morro de Las Nieves junto al actual Real Santuario Insular.
La leyenda dice que el rey aborigen Bentacayse fue llevado por las misiones cristianas (que intentaban evangelizar la isla) a donde sus antepasados habían depositado la imagen de la Virgen, por la que sentía íntima devoción. El rey Bentacayse le dio gracias a la Virgen y exclamó: "Tener Ife" (que en idioma guanche significa monte blanco, de la misma raíz surge el nombre "Tenerife"), y desde entonces la Virgen (hasta ese momento llamada Santa María de La Palma) es invocada como "Nuestra Señora la Virgen de las Nieves".
Tras la conquista le sería construida una ermita en el lugar, germen del actual Real Santuario. Sin embargo, el culto a Las Nieves no arraigó en la mentalidad popular de La Palma hasta la primera mitad del siglo XVII coincidiendo con el inicio de las bajadas a Santa Cruz de La Palma y el milagro durante la erupción del Volcán de San Martín en 1646. Hasta ese momento, Santa Águeda era la devoción principal de la isla.

## La imagen
La imagen de Nuestra Señora de las Nieves es una escultura modelada en terracota y policromada, de estilo románico tardío en transición al gótico, que se sitúa cronológicamente a finales del siglo XIV, sobrevestida con ricas telas (túnica roja, manto azul y orla dorada) y aderezada con cuantiosas joyas a partir del siglo XVI. Mide 82 centímetros de altura y se trata de la efigie mariana de mayor antigüedad del Archipiélago Canario, siguiéndole a continuación la Virgen de la Peña de Fuerteventura (que data del siglo XV, mientras que Las Nieves del siglo XIV). Su tesoro y su joyero se estiman entre los más valiosos, abundantes y en continuo incremento, debido a la fe y la generosidad de sus feligreses. La imagen se encuentra entronizada en el Real Santuario Insular de Nuestra Señora de las Nieves situado en los altos del municipio de Santa Cruz de La Palma, en una zona de monte y entorno natural.
La presencia de Nuestra Señora de las Nieves en La Palma está envuelta en la leyenda. La Bula del Papa Martín V, fechada en Roma el 20 de noviembre de 1423, hace mención a "Santa María de la Palma" y su llegada a la isla se asienta sobre las hipótesis de algunos cronistas, que se refieren a viajes de frailes irlandeses, navegantes del Mediterráneo, o incursiones de los normandos asentados en las islas orientales desde comienzos del siglo XV.
La talla posee una extraña inscripción grabada en su espalda o dorso de terracota. Un enigmático y célebre epígrafe: "ASIETA" o "ASYETA", conocido como el acrónimo de "Alma Santa Inmaculada en Tedote Aparecida". Aunque la inscripción también se la ha traducido como "Alma Santa Inmaculada En quien Tenemos Amparo".
La imagen tiene signos de roturas en las manos y en el niño original, sin embargo esto no es perceptible puesto que es una talla que se la reviste con ricos mantos y adornos desde por lo menos 1534. La imagen de las Nieves se encuentra envuelta en una "percha triangular de corte barroco". Las manos y el niño que se observan son postizos, quedando así su iconografía configurada hasta la actualidad. La imagen se encuentra envuelta en un sol de ráfagas de plata dorada, realizado en Tenerife en 1768, del que pende en su parte superior una paloma (alusión al Espíritu Santo). Al mismo tiempo, a los pies de la Virgen se encuentra una media luna del mismo metal.

## La Bajada

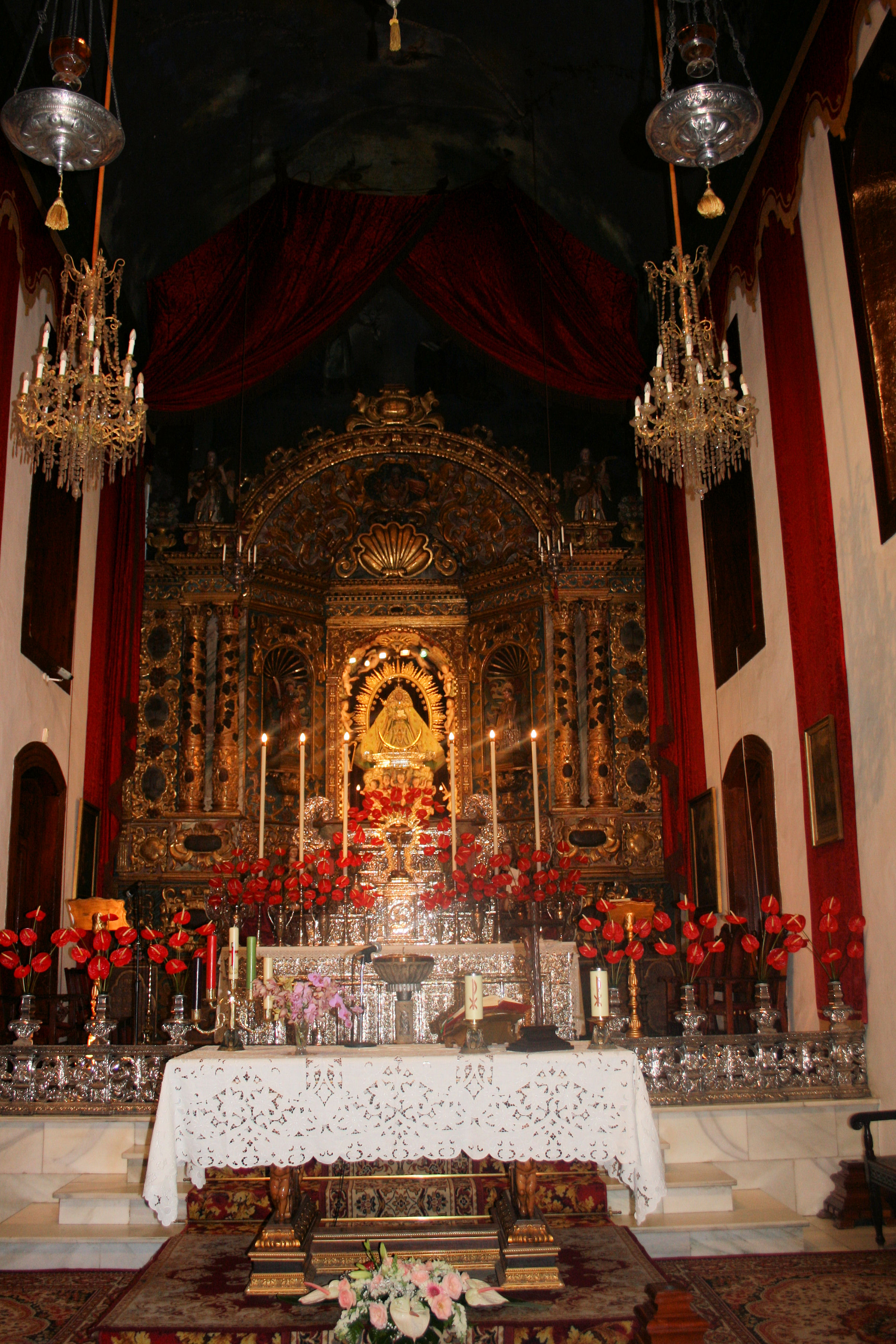
Interior del Real Santuario Insular de Nuestra Señora de las Nieves e imagen de la Virgen en el altar mayor.

En 1676, La Palma sufría "el invierno más seco de la década", situación que había llevado el hambre, la desolación y la muerte a la capital y a los campos de la isla.
Esta situación de penuria coincidió con la segunda visita pastoral del obispo de Canarias, Bartolomé García Ximénez Rabadán, de origen sevillano, que había prolongado su estancia en la isla debido a la amenaza de los piratas berberiscos que entonces infectaban las aguas del archipiélago, al acecho de nuevas presas, entre ellas el mitrado, impidiendo de ese modo su salida de la isla. En aquella ocasión fue informado por los regidores del Antiguo Régimen y por los sacerdotes Melchor Brier y Juan Pinto de Guisla, que habían sido alumnos suyos en la Facultad de Cánones de Salamanca, "de la especial devoción que hay en esta isla con la Santa Imagen de Nuestra Señora de las Nieves, Patrona de toda ella, de cuyo patrocinio se vale en todas sus necesidades", por lo que dispuso que se trajese a la Iglesia Parroquial de El Salvador de la capital de la isla, Santa Cruz de La Palma, "para que, colocada en ella, en trono decente”, se celebrase la octava “con mayor solemnidad y asistencia del pueblo".
Así se hizo, asumiendo el obispo el gasto que ocasionó el consumo de cera durante los tres primeros días, y en los siguientes se repartió entre algunos devotos que se encargaron de ello "y habiendo reconocido la decencia del culto y veneración con que se celebró dicha octava y la devoción y concurrencia del pueblo a su celebración, así por las mañanas a la misa, como a prima noche después de la oración a rezar el nombre y tercio y pláticas que hacía todas las noches, juzgó por conveniente que dicha Santa Imagen de Nuestra Señora de las Nieves se traiga a esta ciudad, a la Iglesia parroquial, cada cinco años", celebrando de ese modo, por el mes de febrero, la fiesta y octava de Nuestra Señora de Candelaria, comenzando el quinquenio en el año 1680 "y de allí en adelante…".
Hoy día, esta romería lustral se celebra el primer domingo de julio desde 1945, siendo la Virgen bajada el segundo sábado de dicho mes hasta la Parroquia de la Encarnación en donde hace noche, para al día siguiente entrar en la ciudad y hospedarse en la Parroquia Matriz de El Salvador. En el pasado la bajada se celebró además de en el mes de febrero también en mayo. La imagen permanece en Santa Cruz de La Palma hasta el día de su onomástica el 5 de agosto, cuando es subida de nuevo a su santuario del monte. Es la única bajada de Canarias en la cual la Virgen no sale de su municipio, pues su santuario se encuentra dentro del término municipal de Santa Cruz de La Palma aunque a las afueras de dicha ciudad. La más reciente bajada fue entre julio y agosto de 2025 y la próxima tendrá lugar en 2030.
La imagen de Las Nieves ha sido también bajada a Santa Cruz de La Palma fuera del período correspondiente de los cinco años por motivos rogativos o conmemorativos. La última vez, en mayo de 1993 al conmemorarse el V Centenario de la fundación de la ciudad de Santa Cruz de La Palma.
Además de la bajada lustral, todos los años en agosto se celebra las Fiestas de la Virgen, con procesión nocturna el 4 de agosto y el 5 (en su Día Grande) se celebra por el mediodía la solemne eucaristía presidida por el Obispo de Tenerife y la posterior procesión de la patrona palmera por los alrededores de su santuario. Ese mismo día la Virgen vuelve a salir por la noche, siendo este día fiesta insular en La Palma. Además se celebra la Fiesta de las Madres el último domingo de mayo, en la cual destaca la procesión de la Virgen alrededor del templo, y a su término, un recital de poesía y ofrenda floral y folclórica a las puertas del Santuario.

## Coronación Canónica Pontificia
La venerada imagen fue coronada canónicamente por bula del Papa Pío XI, en el año lustral de 1930, el 22 de junio, en ceremonia oficiada por el cardenal Federico Tedeschini, nuncio de Su Santidad en España y arzobispo de Lepanto, que llegó a La Palma a bordo del "liner" Infanta Cristina. La Virgen de las Nieves fue la segunda imagen mariana en Canarias en ser coronada canónicamente con rango pontificio, es decir, por mandato expreso del Papa de Roma, tras la Virgen de Candelaria de Tenerife.
El patronazgo de la Virgen de las Nieves sobre el pueblo palmero fue a su vez reconocido por el Papa Pío XII, el 13 de noviembre de 1952. Además, el 11 de febrero de 2011, la Virgen fue también nombrada Regidora Mayor Perpetua de la isla de La Palma, título honorario equivalente a la de Presidenta del Cabildo de la isla. Siendo de este modo, la única imagen mariana de Canarias en tener un título de estas características junto con la citada Virgen de Candelaria, la cual es desde 2018, Presidenta Honoraria y Perpetua del Cabildo Insular de Tenerife. El 5 de agosto de 2020 le fue entregado a la Virgen de las Nieves el bastón de mando como Regidora Mayor Perpetua de la isla por el presidente del Cabildo insular.
La patrona palmera ostenta el título de Alcaldesa Honoraria y Perpetua de Santa Cruz de La Palma (1942), Los Llanos de Aridane (1964), Fuencaliente de La Palma (1982), Breña Baja (1992), Breña Alta (1994), Puntallana (2004), Villa de Mazo (2005), San Andrés y Sauces (2005), Tijarafe (2005), Villa de Garafía (2010), Barlovento (2010), 
Puntagorda (2010), El Paso (2010) y Tazacorte (2010). Además, también lo es del municipio tinerfeño de Güímar (1985). Desde 1994 tiene también la medalla de oro de la Villa de Arafo, también situada en la isla de Tenerife.

## Peregrinación por toda la isla
Entre los años de 1964 y 1965, la imagen de Las Nieves recorrió toda la isla de La Palma y todas sus parroquias con motivo de la construcción del Seminario Diocesano Nivariense y en comunión y solidaridad con la Diócesis. Fue la primera y única vez en que la imagen de "La Morenita Palmera" recorrió todos los pueblos de la isla.
También ese año se realizó los traslados de las imágenes de la Virgen de Candelaria por todos los pueblos de la isla de Tenerife, de la Virgen de Guadalupe por los de La Gomera y de la Virgen de los Reyes por la isla de El Hierro, todas ellas por el mismo motivo. Como acto de hermanamiento, se acordó que las cuatro imágenes saliesen de sus respectivos santuarios para iniciar sus peregrinaciones el mismo día, el 16 de octubre de 1964. La Virgen de las Nieves comenzó visitando los municipios del norte de La Palma, empezando por Puntallana, después siguió por los municipios del oeste y centro, para continuar por los del sur de la isla. El último municipio que visitó antes de regresar a Santa Cruz de La Palma fue Breña Alta. La peregrinación se dio por terminada el 1 de enero de 1965 con su entrada triunfal en la capital palmera, para el 6 de enero, subir la imagen a su templo.

## Otras imágenes
- La Virgen de las Nieves también se venera en el Hogar Canario-Venezolano de Caracas junto a las patronas insulares del resto de las islas del archipiélago canario.[11]

- Existen veras efigies de Nuestra Señora de las Nieves en varias iglesias de La Palma y Tenerife.[12]

- En Cagua (Venezuela), también existe una réplica de la imagen de la Virgen de las Nieves de La Palma.[13]